# 泡沫般的爱情
《泡沫般的愛情》（日語：泡のような愛だった），日本女性創作歌手aiko的第11張錄音室專輯，於2014年5月28日經PONY CANYON發行。

## 解説
前作「時光剪影」以來約1年11個月後的發行。初回限定盤為彩色CD托盤式樣、限定寫真歌詞本附屬以及加贈特典CD(aiko's Radio side A)。而通常式樣盤也有加贈首批限量的特典CD(aiko’s Radio side B)。附贈特典CD的通常式樣盤，實體店面的販售日期在2014年5月29日以後才開始販售，為專輯發售日的隔天。
收录期间单曲「Loveletter」「4月の雨」「君の隣」等大热曲目
發售首日約售出了3.3萬張、 首周售出8万余张。在2014年5月27日Oricon公信榜的每周專輯排行榜取得冠軍。

## 收錄曲目
全作詞/作曲：AIKO　編曲：島田昌典
1. 明日之歌（明日の歌）
2. 染上色彩的夢（染まる夢）
3. Loveletter
4. 帶著你（あなたを連れて）
5. 距離
6. 汽水
7. 4月之雨（4月の雨）
8. 遊樂園（遊園地）
9. 透明水滴（透明ドロップ）
10. 你的身旁（君の隣）
11. 重要的人（大切な人）
12. 接吻的氣息（キスの息）
13. 畢業典禮（卒業式）

## 外部連結
- 唱片介紹